# بئر القرموشى (القطن)
'

تعديل مصدري - تعديل

بئر القرموشى هي إحدى قرى عزلة القطن بمديرية القطن التابعة لمحافظة حضرموت، بلغ تعداد سكانها 222 نسمة حسب تعداد اليمن لعام 2004.